# Castroverde de Cerrato
Castroverde de Cerrato ist ein Ort und eine Gemeinde mit nur noch 189 Einwohnern (Stand: 2024) im Osten der Provinz Valladolid in der Region Kastilien-León in Spanien. 

## Lage
Castroverde de Cerrato liegt in der Iberischen Meseta am Río Esgueva gut 51 Kilometer (Fahrtstrecke) ostnordöstlich vom Stadtzentrum von Valladolid in einer Höhe von ca. 780 m. Das Klima im Winter ist kalt, im Sommer dagegen warm bis heiß; der spärliche Regen (ca. 539 mm/Jahr) fällt übers Jahr verteilt.

## Bevölkerungsentwicklung
| Jahr      | 1970 | 1981 | 1991 | 2001 | 2011 | 2021 |
| --------- | ---- | ---- | ---- | ---- | ---- | ---- |
| Einwohner | 567  | 327  | 313  | 272  | 257  | 196  |

## Sehenswürdigkeiten
- Burgreste von Castroverde de Cerrato
- Kirche Mariä Himmelfahrt

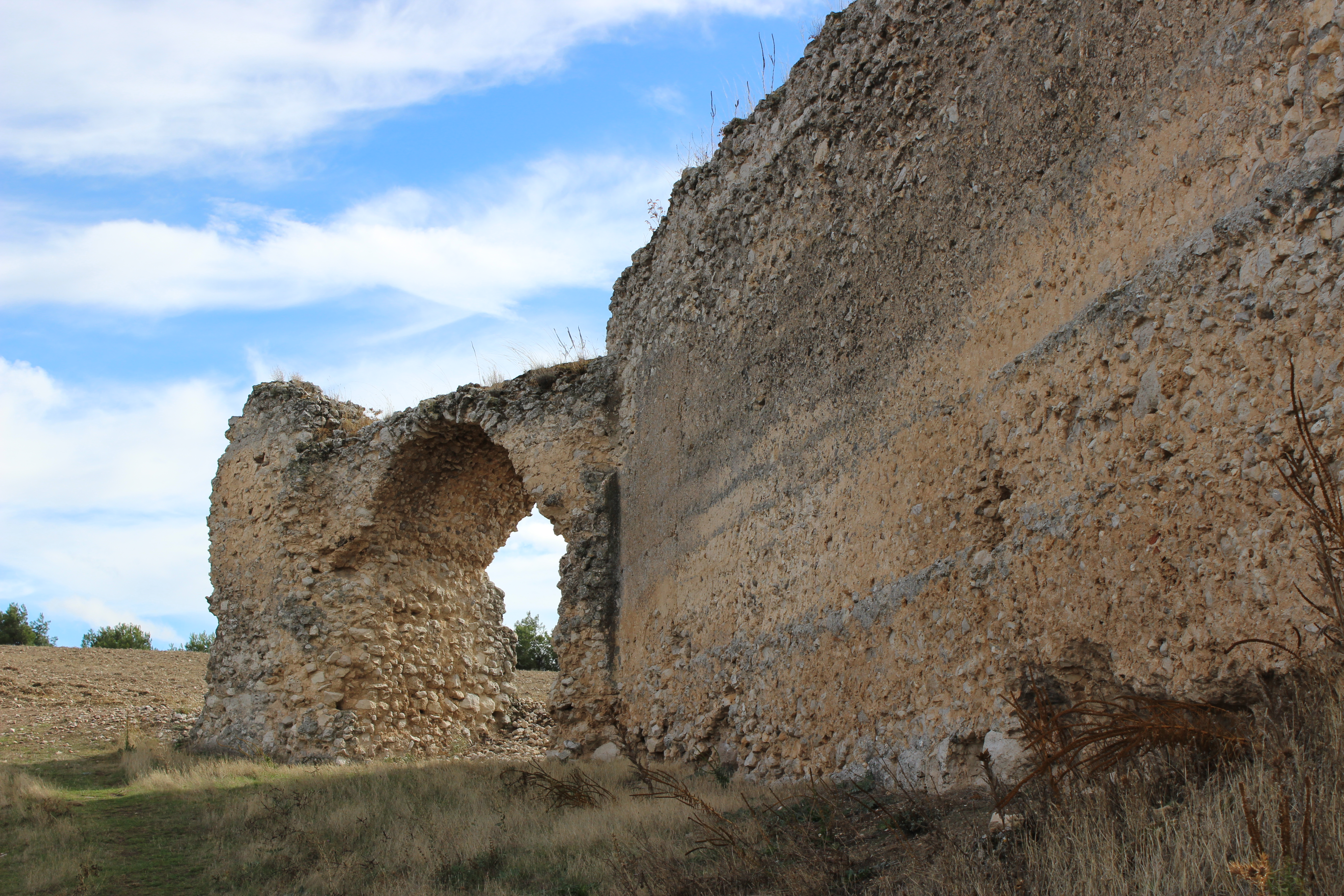
Burgreste (Santa Clara-Bogen)
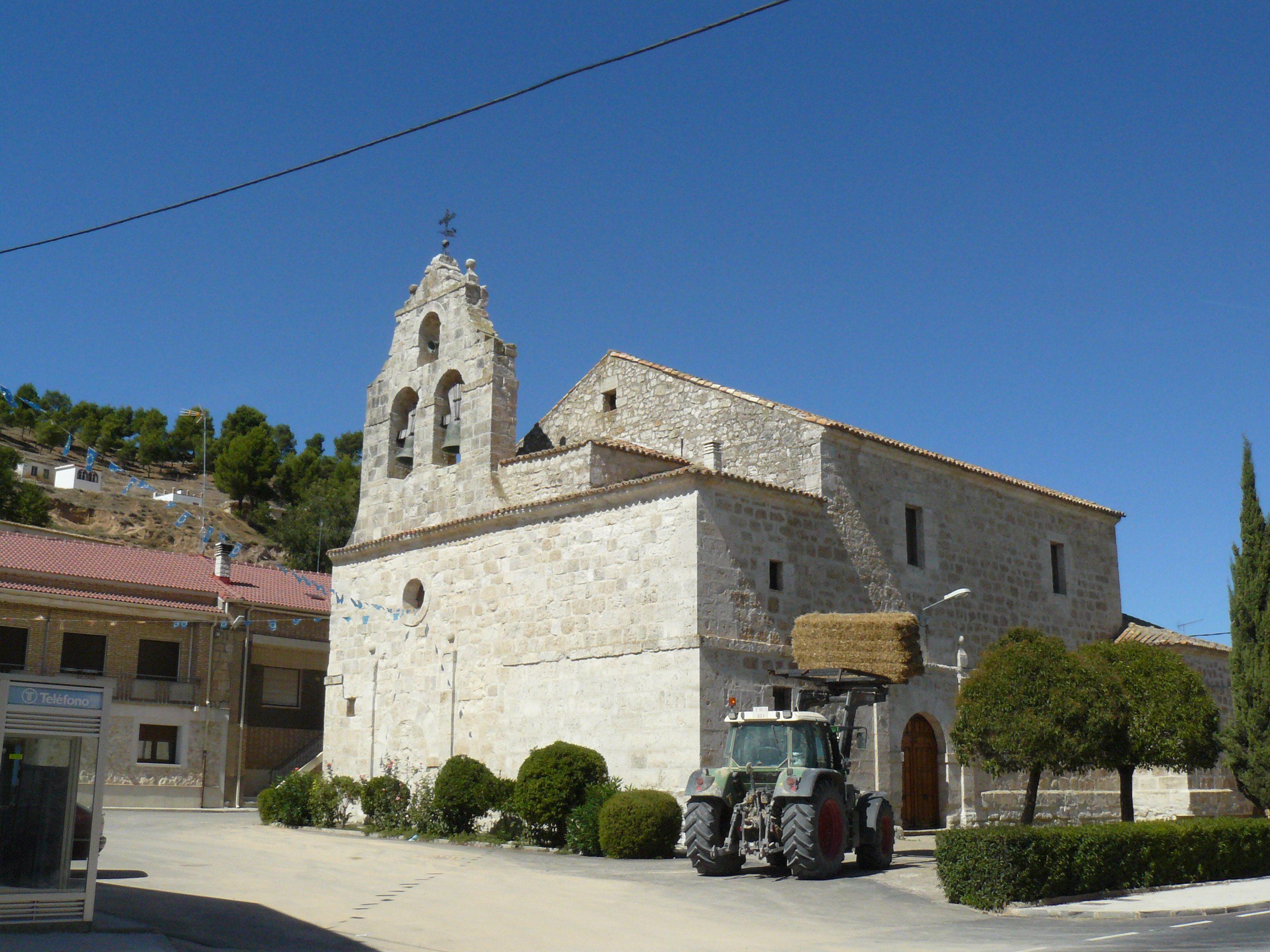
Kirche Mariä Himmelfahrt
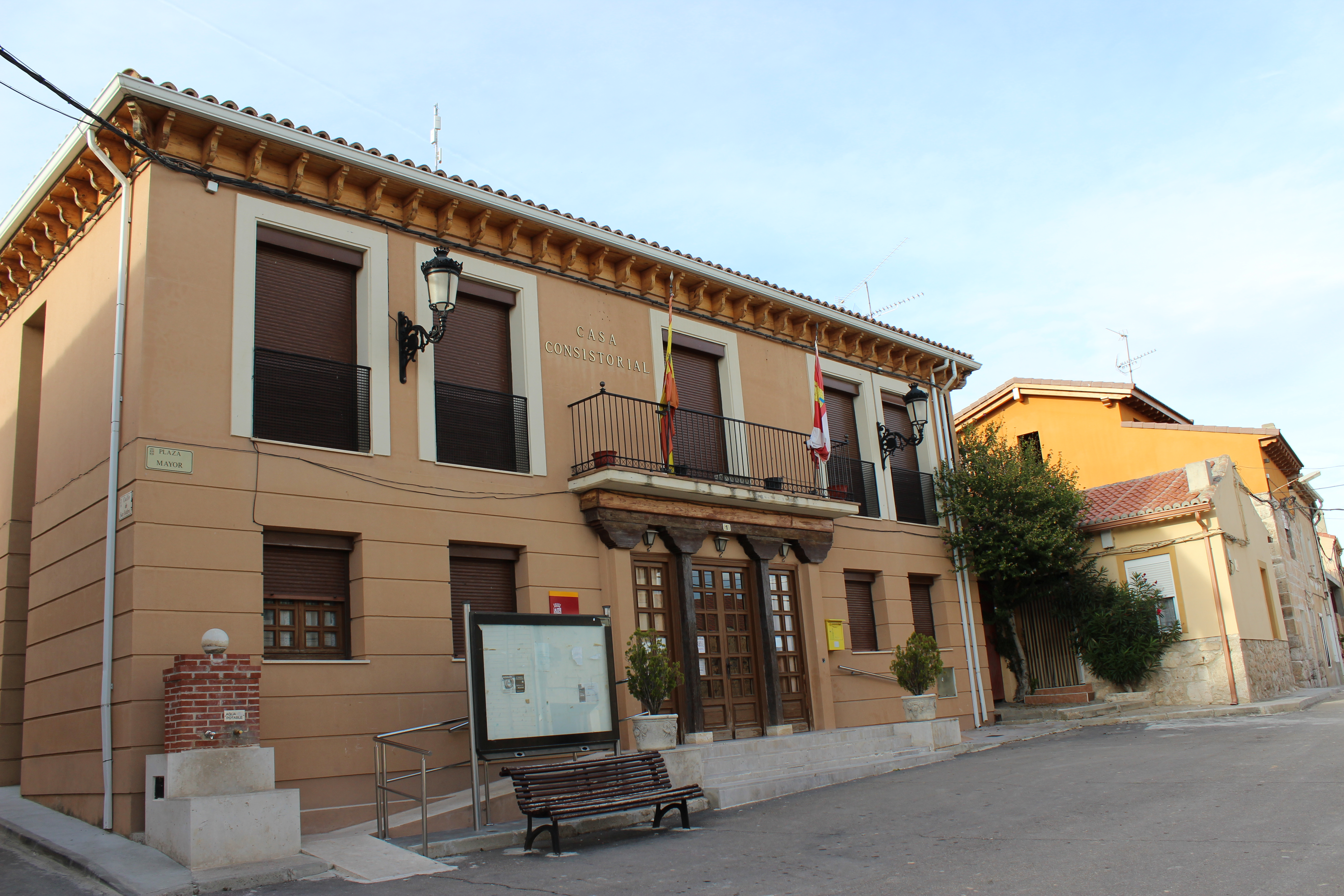
Rathaus